# 誓言～再一次只要一點就好～
《誓言～再一次只要一點就好～》（誓い言〜スコシだけもう一度〜）是女創作歌手IKU的第3張單曲。

## 概要
- 本作和《Rimless～無邊的世界～》同様是電視動畫《魔法禁書目錄》的片尾曲。

## 收錄曲
1. 誓言～再一次只要一點就好～ [4:23]
作詞・作曲：IKU　編曲：高瀬一矢（I've）
  - 全國獨立UHF放送協議會的日本電視動畫《魔法禁書目錄》片尾曲
2. [5:11]
作詞・作曲：IKU　編曲：大久保薫
3. 誓言～再一次只要一點就好～ -Instrumental-
4. -Instrumental-

## 相關項目
- masterpiece
- PSI-missing

## 外部連結
- IKU OFFICIAL WEB SITE
- GENEON OFFICIAL WEB SITE
- 電視動畫「魔法禁書目錄」官方網站